# Alborosie
Alberto Dascola (født 1977, Sicilien), bedre kendt som Alborosie, er en italiensk reggaemusiker, deejay og producer, der bor i Kingston, Jamaica.
I 1993 dannede han reggaegruppen Reggae National Tickets. I 2007 brød han igennem med hittene Herbalist og Kingston Town. Han udgav sit solo debutalbum Soul Pirate i 2008.